# Ancient Heart
Ancient Heart ist das 1988 erschienene Debütalbum der britischen Sängerin Tanita Tikaram.

## Entstehung und Veröffentlichung
Tanita Tikaram wandte sich während ihrer Zeit am College dem Schreiben von Liedern zu, da sie nach eigener Aussage nichts anderes zu tun hatte („there was nothing else to do“). Ihr erster selbstgeschriebener Song wurde Poor Cow, ein weiterer „Schwall von Liedern“ („gush of songs“) folgte. Sie bewarb sich auf eine Anzeige in einer Musikzeitschrift hin für einen Auftritt im Club The Mean Fiddler in London und wurde für den Open-Mic-Auftritt gebucht: Im Dezember 1987 präsentierte sie im Accoustic Room des Clubs zur Gitarre ihre Songs und wurde von Musikmanager Paul Charles entdeckt. Er selbst sagte später, er habe noch nie „ein so großes Talent gesehen, das noch nicht mal einen Plattenvertrag in der Tasche hatte“. Tikaram erhielt im März 1988 ihren ersten Plattenvertrag bei Warner Music; zu dem Zeitpunkt war sie 18 Jahre alt.
Die Aufnahmen für Tikarams Debütalbum Ancient Heart fanden von April bis Juli 1988 im Red House Studio im englischen Silsoe in Bedfordshire statt. Alle Lieder des Albums wurden von Tikaram komponiert und getextet, das Arrangement stammte von Tikaram und den Produzenten Rod Argent und Peter Van Hooke. Als Gastmusiker spielen auf dem Album unter anderem Paul Brady (Mandoline), David Lindley (Violine), Mark Isham (Flügelhorn und Trompete) sowie Mark Cresswell und Brendan Croker von der Gruppe Brendan Croker & The Five O’Clock Shadows, die regelmäßig im Mean Fiddler auftraten.
WEA veröffentlichte Ancient Heart am 12. September 1988, das Coverfoto stammt von Peter Moss. Ein Notensatz mit zusätzlichen Fotos Tikarams von Terry O’Neill erschien im Januar 1989 bei Panda Press. Im Jahr 1988 wurde Ancient Heart von Amiga auch in der DDR als MC sowie 1990 als LP (mit einem Klappentext von Marion Brasch) veröffentlicht.

## Titelliste
1. Good Tradition – 2:52
2. Cathedral Song – 2:53
3. Sighing Innocents – 2:53
4. I Love You – 2:45
5. World Outside Your Window – 4:54
6. For All These Years – 5:15
7. Twist in My Sobriety – 4:51
8. Poor Cow – 1:57
9. He Likes the Sun – 5:28
10. Valentine Heart – 4:06
11. Preyed Upon – 5:04

## Singleauskopplungen
Bereits im Juni 1988 war die Single Good Tradition aus dem Album vorausgekoppelt worden, die in Großbritannien die Top 10 erreichte und sich auch in Belgien und den Niederlanden in den Charts platzieren konnte. In Schweden erreichte Good Tradition mit Platz 4 die beste Chartposition.
Erst die zweite Singleauskopplung Twist in My Sobriety, die im Oktober 1988 erschien, wurde ein europaweiter Hit und erreichte Platz 2 in Deutschland und Österreich sowie die Top 10 in Frankreich, der Schweiz und Norwegen. In der Folge erreichte auch das Album vorderste Chartpositionen unter anderem in Deutschland, wo es sich 12 Wochen auf Platz 1 der Charts halten konnte, und in Österreich, wo das Album sich vier Wochen an der Chartspitze hielt. In den US-amerikanischen Billboard Charts erreichte Ancient Heart Platz 59. Twist in My Sobriety blieb der größte Hit in Tikarams Musikkarriere. Bereits die beiden folgenden Singleauskopplungen des Albums, Cathedral Song und World Outside Your Window, erreichten nur hintere Chartpositionen.

## Kommerzieller Erfolg

### Chartplatzierungen
| ChartsChartplatzierungen       | Höchstplatzierung | Wochen/ Monate |
| ------------------------------ | ----------------- | -------------- |
| Deutschland (GfK)              | 1 (48 Wo.)        | 48 Wo.         |
| Österreich (Ö3)                | 1 (6 Mt.)         | 6 Mt.          |
| Schweiz (IFPI)                 | 1 (27 Wo.)        | 27 Wo.         |
| Vereinigte Staaten (Billboard) | 59 (23 Wo.)       | 23 Wo.         |
| Vereinigtes Königreich (OCC)   | 3 (49 Wo.)        | 49 Wo.         |

| ChartsJahrescharts (1989) | Platzierung |
| ------------------------- | ----------- |
| Deutschland (GfK)         | 1           |
| Österreich (Ö3)           | 5           |
| Schweiz (IFPI)            | 2           |

### Auszeichnungen für Musikverkäufe
| Land/Region                  | Auszeichnungen für Musikverkäufe (Land/Region, Auszeichnung, Verkäufe) | Verkäufe  |
| ---------------------------- | ---------------------------------------------------------------------- | --------- |
| Australien (ARIA)            | Gold                                                                   | 35.000    |
| Belgien (BRMA)               | Gold                                                                   | 25.000    |
| Deutschland (BVMI)           | 2× Platin                                                              | 1.000.000 |
| Finnland (IFPI)              | Gold                                                                   | 26.667    |
| Frankreich (SNEP)            | 2× Gold                                                                | 200.000   |
| Italien (FIMI)               | Platin                                                                 | 200.000   |
| Niederlande (NVPI)           | 2× Platin                                                              | 200.000   |
| Schweden (IFPI)              | Gold                                                                   | 50.000    |
| Schweiz (IFPI)               | Platin                                                                 | 50.000    |
| Spanien (Promusicae)         | Gold                                                                   | 50.000    |
| Ungarn (MAHASZ)              | Gold                                                                   | 100.000   |
| Vereinigtes Königreich (BPI) | 2× Platin                                                              | 600.000   |
| Insgesamt                    | 8× Gold · 8× Platin ·                                                  | 2.536.667 |